# Кез (станция)
Кез — грузопассажирская железнодорожная станция Пермского региона Свердловской железной дороги в посёлке Кез Кезского района Удмуртии.
Станция осуществляет продажу пассажирских билетов, приём и выдачу багажа, а также приём и выдачу повагонных и мелких отправок на подъездных путях.
Ближайшие станции: разъезд Кабалуд и Чепца.
На станции останавливается три пары поездов дальнего следования и столько же пригородных.
Электрификация постоянным током 3 кВ.

## Дальнее следование по станции
| № поезда                  | Маршрут движения               | № поезда                  | Маршрут движения               |
| ------------------------- | ------------------------------ | ------------------------- | ------------------------------ |
| 11 «Ямал»                 | Новый Уренгой — Москва         | 12 «Ямал»                 | Москва — Новый Уренгой         |
| 69                        | Чита — Москва                  | 70                        | Москва — Чита                  |
| 71 "Демидовский Экспресс" | Екатеринбург — Санкт-Петербург | 72 "Демидовский Экспресс" | Санкт-Петербург — Екатеринбург |
| 83 "Северный Урал"        | Приобье — Москва               | 84 "Северный Урал"        | Москва — Приобье               |
| 325                       | Пермь — Новороссийск           | 326                       | Новороссийск — Пермь           |
| 353                       | Пермь — Адлер                  | 354                       | Адлер — Пермь                  |